# María Albiñana
María Albiñana Blanco, más conocida como María Albiñana, (1984, Valencia) es una actriz, periodista, bailarina y directora española.

## Biografía
Es licenciada en Danza clásica por el Conservatorio Superior de Danza de Valencia y en Arte Dramático en la Escuela Superior de Arte Dramático de Valencia. Es miembro de la Unión de Actores y Actrices y de la Academia de las Artes Escénicas de España.
Comenzó su carrera profesional en el cine, la televisión y el teatro. Tras su participación en la serie digital Sin vida propia ganó el premio cómo mejor actriz de comedia en LA Webfest y fue nominada por la misma en Roma Web Awards. Entre 2017 y 2018, recogió otras dos nominaciones, New Jersey Webfest y Roma Web Awards, como mejor actriz de reparto por su papel de mujer del presidente en la serie Todos queríamos matar al presidente. Debido a su inmersión en las series web, cofunda y dirige la sección de series digitales en Festival Internacional de Cine de Valencia- CinemaJove.
Paralelamente, empezó a escribir y dirigir obras de teatro, musicales, zarzuelas y series digitales. Sus obras teatrales Retales de Vida y Aprender a contar se publicaron en 2005 y 2007, respectivamente, tras quedar finalistas en los Premios de Teatro Breve Nuevos Tiempos. En 2013 escribió y dirigió su obra Star Desamparados, un musical inconcluso en el Teatro Talía.
En 2020 creó, junto al director australiano Luke Eve , la serie digital Cancelled, una de las primeras series internacionales creadas durante el confinamiento. Una dramedia basada en hecho real sobre cómo cancelaron su propia boda a causa del COVID-19 y tuvieron que quedarse confinados juntos y en compañía de su suegra. La serie fue escrita, producida y protagonizada, junto a Eve, por Albiñana. Se estrenó el 13 de mayo de 2020 en Facebook Watch y ha recibido más de 3 millones de visualizaciones.
En 2021, tras el éxito obtenido y un embarazo sorpresa, crean la segunda temporada, ReCancelled, también financiada por Screen Australia y More Sauce. Tras generar más de 6 millones de visualizaciones, es nominada como mejor serie en los Premios Berlanga y mejor actriz.
En 2023 produce, escribe y protagoniza el largometraje UnCancelled  junto a Eve, y que se encuentra actualmente pendiente de estreno.

## Filmografía

### Televisión
| Año  | Título                              | Canal              |
| ---- | ----------------------------------- | ------------------ |
| 2007 | 18 i +                              | Sagrera TV         |
| 2008 | Martini il Valenciano               | RTVV               |
| 2009 | Cont@ctame                          | IndigoMedia        |
| 2009 | Unió Musical Da Capo                | RTVV               |
| 2013 | Sin vida propia                     | Youtube            |
| 2015 | Reluctant Nanny                     | MovieMax Family    |
| 2016 | Centro Médico                       | TVE                |
| 2017 | Todos queríamos matar al presidente | Amazon Prime Video |
| 2017 | iFamily                             | TVE                |
| 2018 | ¡Tócate!                            | YouTube            |
| 2020 | Cancelled                           | Facebook Watch     |

### Cine
| Año  | Título                         | Personaje     | Director               | Notas        |
| ---- | ------------------------------ | ------------- | ---------------------- | ------------ |
| 2010 | Donde el olor del mar no llega | Álex          | Lilian Rosado González |              |
| 2011 | Tren de lavado                 | Protagonista  | Mar Gómiz de Serrano   | Cortometraje |
| 2013 | M is for Malthusianism         | Protagonista  | Ferran Brooks          | Cortometraje |
| 2014 | Hidden                         |               | Ryan Elkins            | Cortometraje |
| 2016 | Contando Estrellas             | Profesora     | Josevi García Herrero  | Cortometraje |
| 2016 | Te echo de menos               | Protagonista  | Yuki Yoshimatsu        | Cortometraje |
| 2016 | Esa Mirada                     | Protagonista  | Bea Cabrera            | Cortometraje |
| 2016 | La Madre                       | Profesora     | Alberto Morais         |              |
| 2018 | A Door                         | Sophia        | Jingshi Cai            | Cortometraje |
| 2018 | El Reino                       | Recepcionista | Rodrigo Sorogoyen      |              |
| 2020 | I met a girl                   | Matilda       | Luke Eve               |              |

## Teatro
- 2017 Perversión Medea. Dir. Ramón Paso.
- 2017 ¡Al Desnudo! El full monty más divertido (el musical). Dir. Bengonya Salido. Margarita.
- 2016 Chao Chochín. Dir. María José Peris. Vedette.
- 2015 La Prueba. Dir. Jesús Cracio. Agnes.
- 2015 Apartamento en Venta. Dir. Ángel Lucas. Protagonista.
- 2015 El Mal Nom. Dir. Miquel Aparisi.
- 2015 Vuelta y Vuelta. Dir. Ángel Lucas. Protagonista.
- 2015 La traición en la amistad. Compañía Nacional de Teatro Clásico.
- 2012 Los cuernos de Don Friolera. Dir. Pepe Sancho. Doña Calixta.
- 2008 Tres sombreros de copa. Dir. Antonio Díaz-Zamora. Paula y Fanny.
- 2007 Con Carlo Infante de España. Dir. Vicente Genovés. Condesa.
- 2006 Día de capuchinos. Dir. Antonio Díaz Zamora. Capuchino.